# توم جوغبير
توم جوغبير (بالإنجليزية: Tom Goegebuer) مواليد (27 مارس 1975) هو رباع بلجيكي ينافس في فئة 56 كجم و 62 كجم.
بدأ رياضة رفع الأثقال عام 1987 حصل على بعض الميداليات المحلية وبطل أوروبا لرفع الأثقال وشارك في في الألعاب الأولمبية.

## حياته المهنية
- شارك في بطولة العالم للكبار:1997 في تايلند،1998 في فنلندا،1999 في اليونان،2001 في تركيا،2005 في قطر،2006 في جمهورية الدومينكان،و2007 في تايلند.
- شارك في بطولة رفع الأثقال لألعاب الأولمبية الصيفية سنة 2008 وحاز على المركز الثالث بمجموع 251.0كجم.
- منذ عام 1999 شارك بجميع البطولة الأوروبية لرفع الأثقال وفي سنة 2008 فاز بالميدالية الذهبية بفئة 56كجم بمجموع 244.0كجم.
- في سنة 2009 فاز بالميدالية الذهبية لبطولة الأوروبية لرفع الأثقال بفئة 56 كجم، بمجموع 252.0كجم.

## الإحصائيات
- فئة 56كجم:

الخطف:116 كجم
النتر:139 كجم
- فئة 62كجم:

الخطف:127.5 كجم
النتر:155 كجم

## روابط خارجية
- توم جوغبير على موقع الاتحاد الدولي (الإنجليزية)
- توم جوغبير على موقع اللجنة الأولمبية الدولية (الإنجليزية)
- توم جوغبير على موقع أوليمبيديا (الإنجليزية)
- توم جوغبير على موقع اللجنة الأولمبية البلجيكية (الهولندية)